# Wilhelminaweg (Maarssen)
De Wilhelminaweg is een straat in het Nederlandse dorp Maarssen. Deze loopt van de Straatweg tot aan de Bolensteinseweg en de Schippersgracht waar hij in overgaat. De straat loopt parallel aan de Vecht. De Wilhelminaweg is ongeveer 250 meter lang. Aan de Wilhelminaweg 7 ligt de Wilhelminakapel uit 1901 (gemeentelijk monument). En aan de overkant van de slotgracht vanaf de Wilhelminaweg gezien kijk je op de achterkant van de veertiende-eeuwse ridderhofstad Bolenstein (rijksmonument).

## Trivia
- Het "Grachtenkoor" wat Maarssen rijk is ontstond in 2003 en begon in de Wilhelminakapel aan de Wilhelminaweg 7.[2]

## Fotogalerij

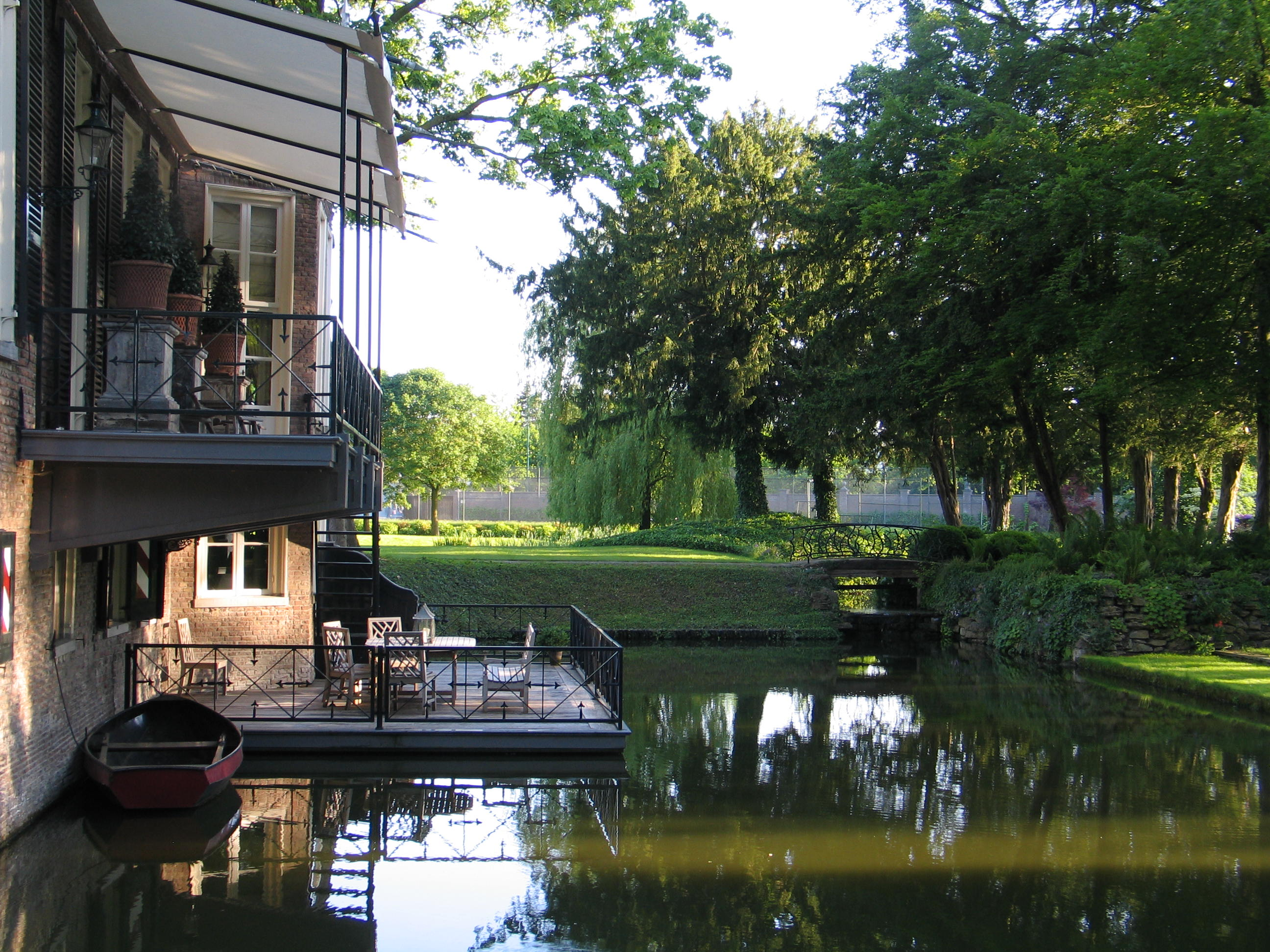
Achterkant Bolenstein gezien vanaf de Vecht en de Wilhelminaweg (rijksmonument)
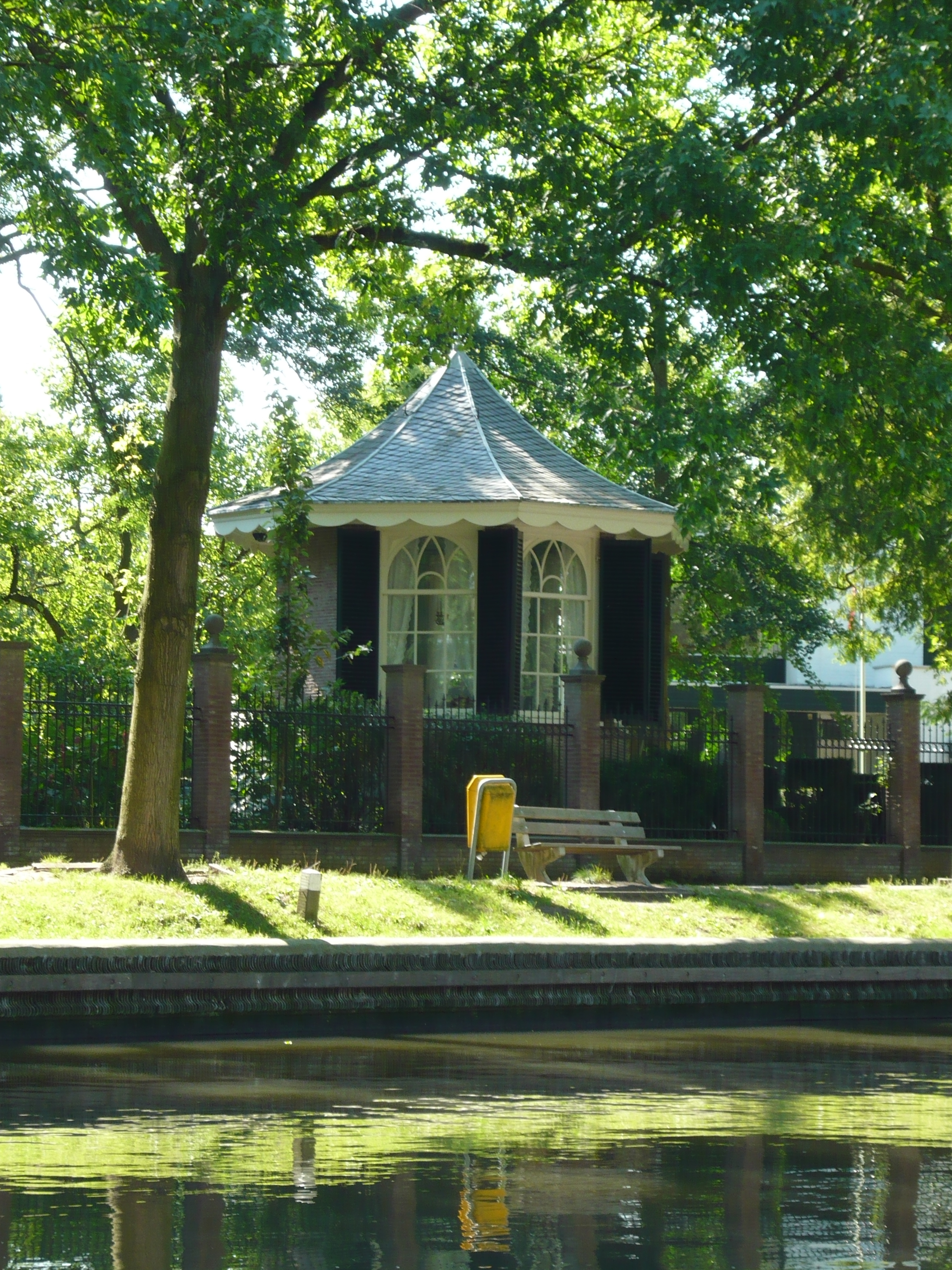
Theekoepel met tuinmuur van Bolenstein aan de Wilhelminaweg met op de voorgrond de Vecht
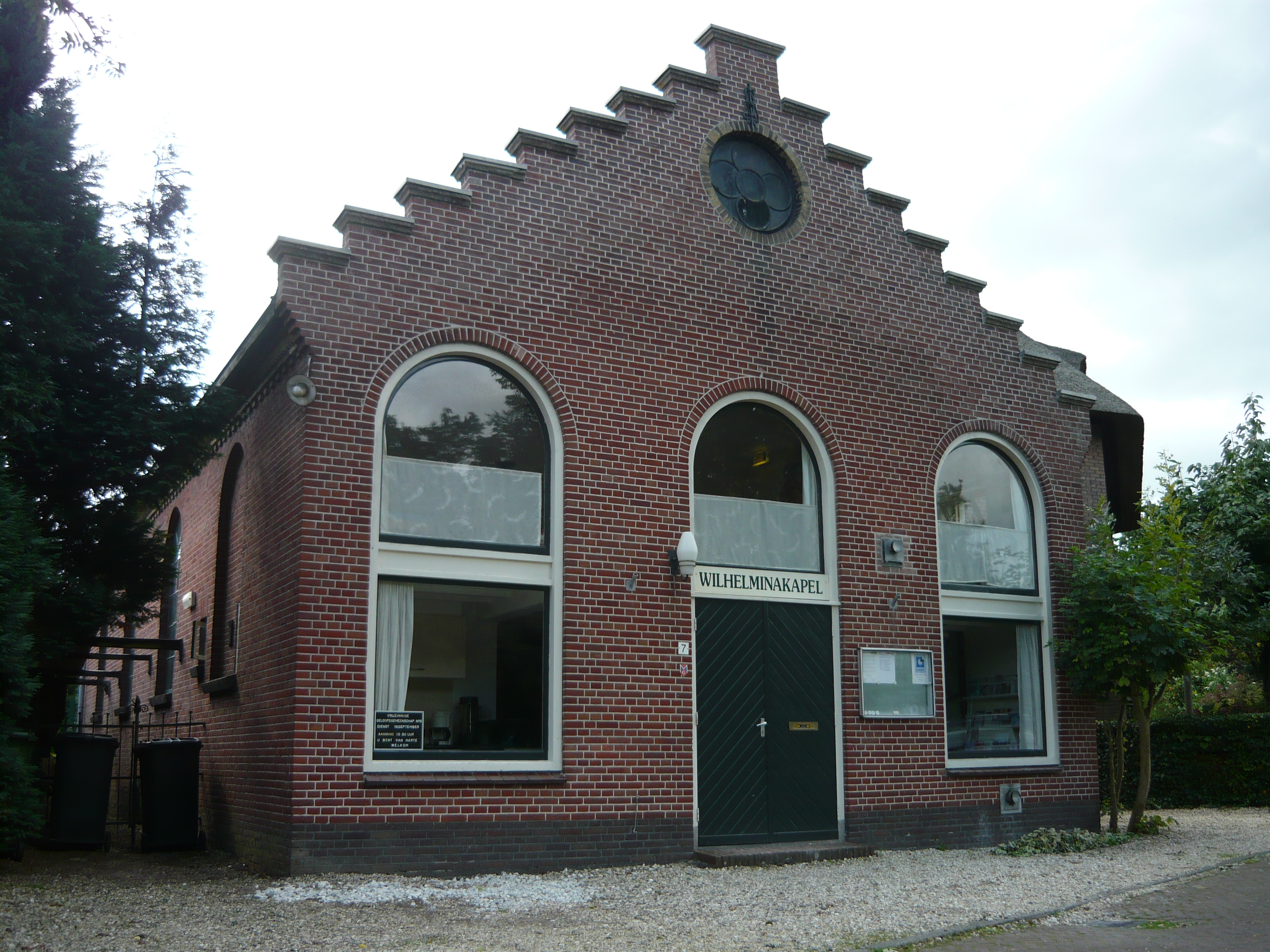
Wilhelminakapel aan de Wilhelminaweg 7 (Gemeentelijk monument)

Binnenweg ·
Bolensteinsestraat ·
Bolensteinseweg ·
Breedstraat ·
Diependaalsedijk ·
Herengracht ·
Kaatsbaan ·
Kerkweg ·
Langegracht ·
Nassaustraat ·
Parkweg ·
Raadhuisstraat ·
Schippersgracht ·
Wilhelminaweg · 
Zandpad